# Dom DSHV u Subotici
Dom Demokratskog saveza Hrvata u Vojvodini, građevina u Subotici na Beogradskoj cesti 31.
Veliku je ulogu imala u povijesti Hrvata. Hrvatska katolička laička inteligencija iz Subotice u ovoj se zgradi sastajala u vrijeme Kraljevine Jugoslavije. Poslije Drugog svjetskog rata bila je sastajalištem visokih dužnosnika iz Hrvatske i najviših predstavnika Vojne uprave za Banat, Bačku i Baranju s predstavnicima subotičkih bunjevačkih Hrvata. 1990-ih su ovdje donesene najvažnije odluke o političkoj budućnosti Hrvata Vojvodine. Ovdje su čelnici DHSV-a održavali najvažnije sastanke s predstavnicima međunarodne zajednice u kriznim 1990-tim godinama. Mjestom je dogovaranja mjera za osiguranje ostanka i opstanka Hrvata na svojim povijesnim prostorima Srijema, Bačke i Banata. Od kupnje pa sve do danas poznatim je mjestom političkog okupljanja subotičkih i vojvođanskih Hrvata, jedan od najznačajnijih i najdugotrajnijih suvremenih simbola subotičkog hrvatstva. Ukratko, postala je simbol i simbolom je volje Hrvata za ostankom i opstankom i na ovim povijesnim etničkim prostorima Hrvata iz Vojvodine.
U zgradi stranačke prostorije ima Demokratski savez Hrvata u Vojvodini, koji je vlasnik svojih stranačkih prostorija. Prostore imaju na 398 m² uređenih prostorija na prizemlju i u suterenu te na placu površine 946 m². DSHV je ciljano odlučio kupiti ovu zgradu, jer je u povijesti bila od povijesne važnosti za subotičke Hrvate. Vlasnički su ga stjecali sukcesivno od 1994. do 2011. godine. Tijekom 2000-ih godina uređeni su suteren i cijela unutrašnjost. Financijsku konstrukciju za uređenje pokrila je dijelom donacijom bivšeg vlasnika, dijelom sredstva donacija iz Republike Hrvatske te dijelom iz vlastitih ušteđenih sredstava DSHV.